# Mordellistena montrouzieri
Mordellistena montrouzieri is een keversoort uit de familie spartelkevers (Mordellidae). De soort komt voor in Nieuw-Caledonië en is voor het eerst wetenschappelijk beschreven in 1915 door Csiki.